# Jungsteinzeitliches Dorf bei Ehrenstein
Koordinaten: 48° 24′ 37,8″ N, 9° 55′ 23,1″ O
Das Jungsteinzeitliche Dorf bei Ehrenstein im baden-württembergischen Alb-Donau-Kreis ist eine bedeutende archäologische Fundstelle in Südwestdeutschland, wenige Kilometer westlich von Ulm. Die Fundstelle wurde 2011 mit 110 weiteren Fundstellen in 6 Alpenländern von der UNESCO in das Inventar des UNESCO-Weltkulturerbes aufgenommen. Seit 2019 entsteht eine Parkanlage mit verschiedenen Stationen, um die archäologischen Funde sichtbar und erlebbar zu machen.
Das Steinzeitdorf Ehrenstein genießt unter den Siedlungen des UNESCO-Welterbes eine Sonderstellung, da es einerseits die nördlichste Fundstelle darstellt, andererseits in einem Flusstal liegt, während alle anderen Siedlungen an Ufern von Seen und Mooren errichtet wurden. Die Fundstelle liegt etwa einen Meter unter der Erde im Grundwasser. Sie muss aus konservatorischen Gründen dauerhaft von Erde abgedeckt bleiben. Deshalb bleibt die originale Siedlung auch ferner unsichtbar.

## Entdeckung
Bei den Bauarbeiten für ein Schlamm-Absetzbecken wurde im Tal der Blau im März 1952 eine Siedlung der Jungsteinzeit entdeckt und in zwei Grabungen von Oscar Paret 1952 und Hartwig Zürn 1960 teilweise untersucht. Die Siedlung bestand aus mehreren, in Reihen angeordneten Holzbauten. Kulturell gehört die Siedlung zur jungneolithischen Schussenrieder Kultur, zeigt aber Einflüsse der Michelsberger Kultur. Das Dorf gehört derzeit zu den am besten erhaltenen Feuchtbodenfundstellen in Südwestdeutschland. Es repräsentiert zudem als einzige Siedlung auf der gesamten Liste der Welterbe-Pfahlbauten die Schussenrieder Kultur.

## Archäologischer Befund
Vor der steinzeitlichen Besiedlung war das Gelände des späteren Dorfes von einem recht dichten Auenwald bewachsen. Es wurden auf dem Gelände die Wurzelstöcke von Erlen und Weiden gefunden. Es gibt keine Anhaltspunkte für eine Brandrodung, die der Besiedelung vorausging. Das Dorf wurde durch vier Brände wiederholt vollständig zerstört. Diese Brände haben unterschiedlich große Schuttschichten hinterlassen, die in den Profilen deutlich zu erkennen sind. Die Brände scheinen jeweils das gesamte Dorf vernichtet zu haben. Es ergeben sich für Ehrenstein vier Perioden, da es keine Anzeichen für eine erneute Besiedelung des Ortes nach dem vierten Brand gibt. Gut in den Schichtablagerungen ausgeprägt sind die Perioden I – III, die IV. Periode lässt sich mit Sicherheit nur noch an den Wandprofilen erkennen. Aber nicht nur wegen Bränden wurden die Häuser erneuert, sondern auch während einer Periode wurden sie gelegentlich abgetragen und durch neue Bauten ersetzt.
Periode I
Nach der Rodung des Auenwaldes sind die Hausplätze 1 und 6 gleichzeitig bebaut worden. Es gibt keine Anzeichen dafür, dass sie, wie die anderen Bauten, erst später errichtet wurden. Ihre Böden lagen auf frischer Mudde und nicht, wie sonst wahrscheinlich gewesen, auf einem Trampelboden blättriger Struktur mit Lehm- und Kulturresten. Beiderseits einer in West-Ost-Richtung verlaufenden Straße erstreckten sich die Häuser in Nord-Süd-Richtung. Noch während der ersten Periode werden die Hausplätze 3 und 6 durch einen Neubau ersetzt.
Periode II
Nach dem Brand ändert sich die Dorfanlage nicht. Die Dorfstraße bleibt, und auch die Hütten werden an nur geringfügig veränderter Stelle neu errichtet. Neu errichtet wurden während der zweiten Periode der Bau auf dem Hausplatz 2 und wieder 6. Neu sind zwei kleine Wirtschaftsgebäude zwischen Hausplatz 5 und 6.
Periode III
Die Dorfstraße erhält während dieser Periode einen Holzbelag. Die Hütten stehen an denselben Stellen wie auch in den beiden vorhergehenden Perioden. Der Bau auf dem Hausplatz fünf ist dieses Mal besonders lang, weil mehrräumig. Während der dritten Periode werden auf den Hausplätzen 1 und 2 neue Hütten errichtet. Auf Hausplatz 1 liegt zwischen den beiden Bauten eine Muddeschicht; daraus kann man zweifelsohne schließen, dass der Neubau nicht unmittelbar nach dem Abriss erfolgte. Da sehr mächtige Estrichschichten und viele Kleinfunde aus dieser Periode stammen, kann man davon ausgehen, dass diese Periode recht lange anhielt und wohl die längste war. Anders als bei den spärlichen Resten in der vierten Periode sind hier letztmals umfangreiche Holzreste vorhanden.
Periode IV
Diese Periode ist nur noch anhand von Wandprofilen erkennbar, wo über dem Brandschutt der dritten Periode noch weitere Estrichreste liegen, die an manchen Stellen gegen den Humus mit Brandschutt abschließen.
Die „Lebenszeit“ des Dorfes war wohl alles in allem nicht länger als 80 bis 90 Jahre. Unter den Einzelfunden fallen große doppelt durchbohrte Kalksteinscheiben besonders auf.

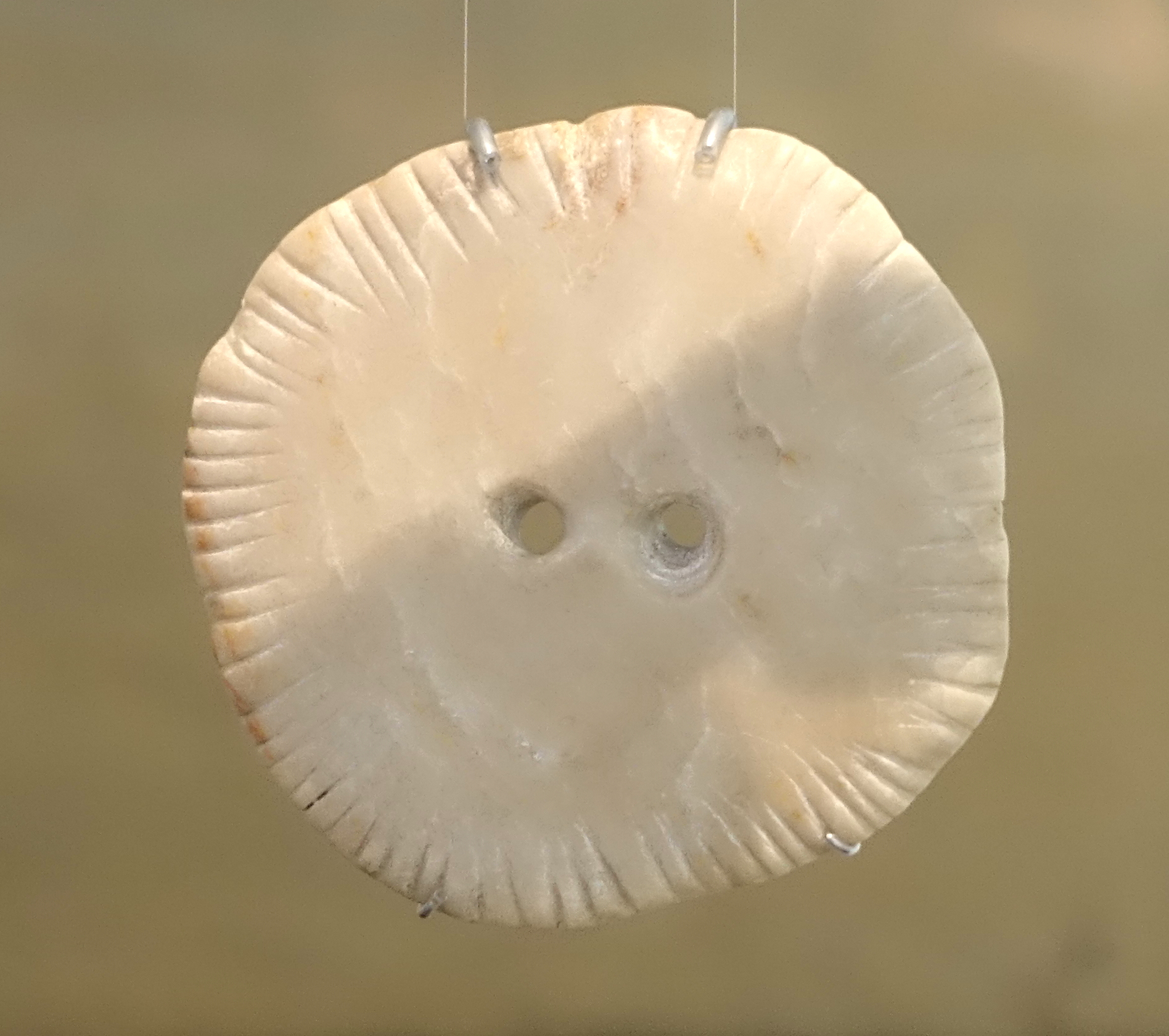
Scheibe mit zwei Löchern
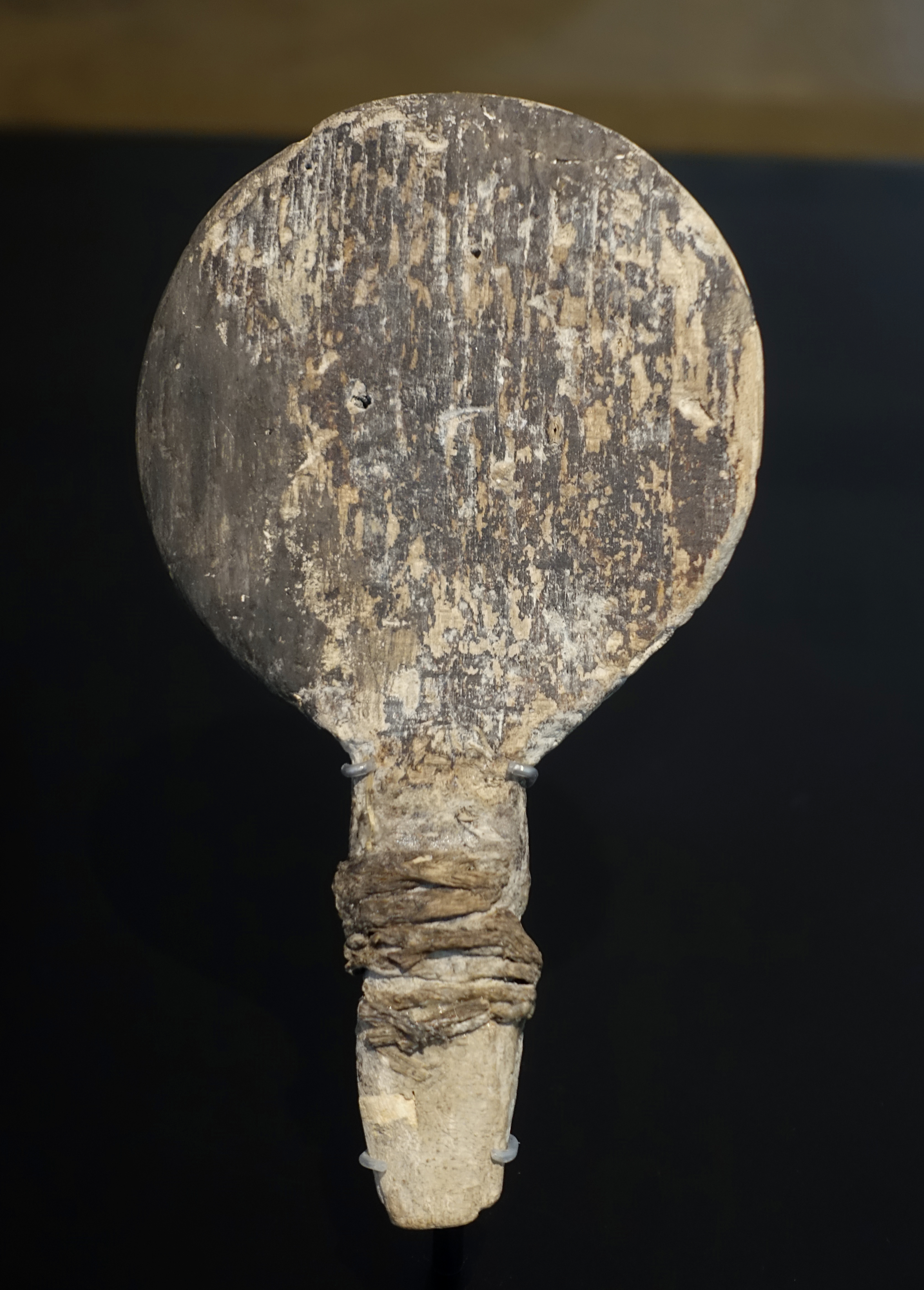
Paddelförmiges Objekt

## Steinzeitpark und Mitmachdorf

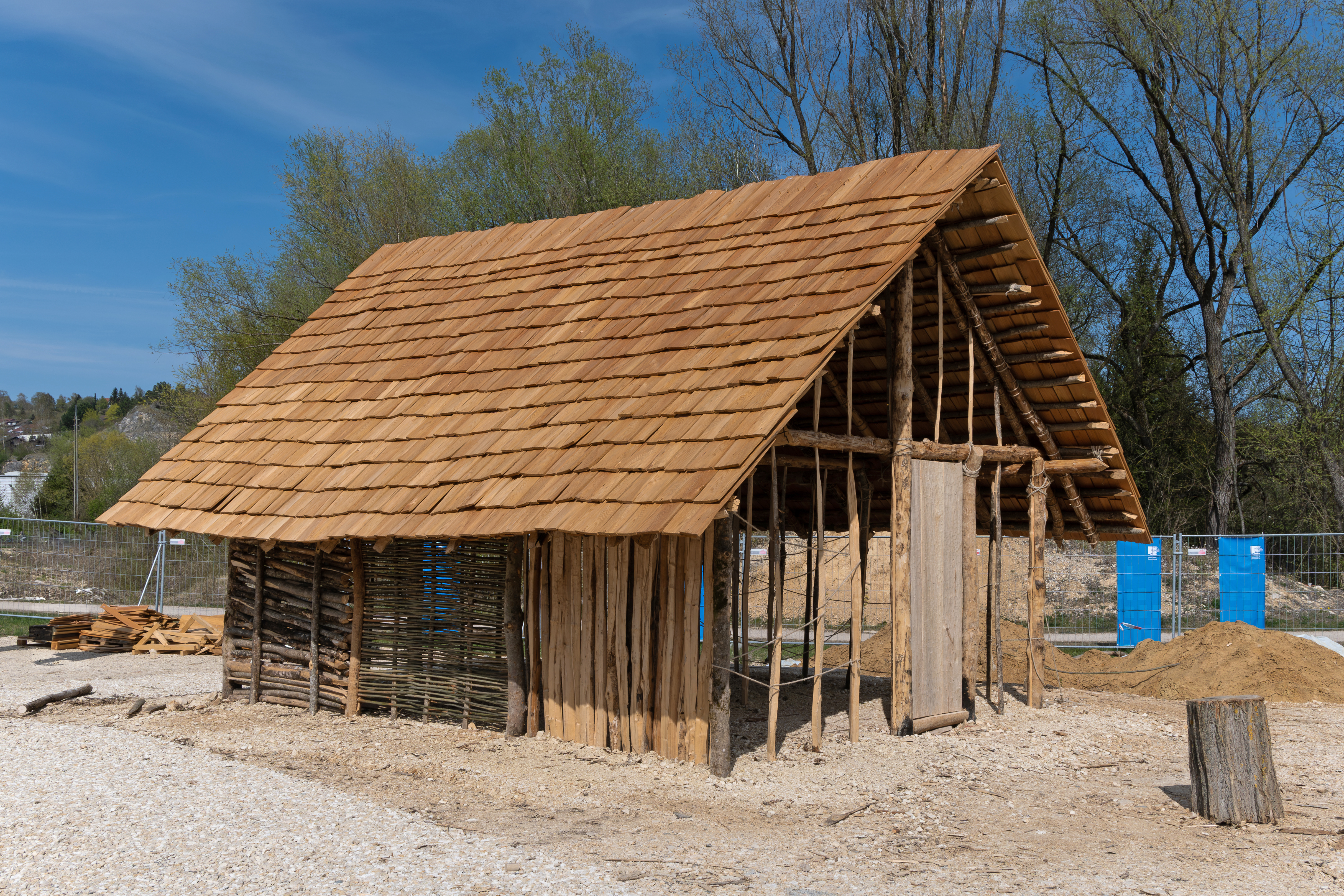
Die in Kooperation mit dem Archäotechniker Wulf Hein entstehende Hausrekonstruktion (Baustand 2020)

Seit 2019 entsteht am Ufer der Blau eine erlebnispädagogisch konzipierte begehbare Parkanlage. Um die prähistorische Siedlung herum entsteht der Steinzeitpark Blaustein, der die Zeit vor 6000 Jahren sichtbar und erlebbar machen wird. Im Mittelpunkt steht der Nachbau eines jungsteinzeitlichen Hauses aus Erlen- und Lärchenholz.
Ein Mitmachdorf mit verschiedenen einfachen Holzgebäuden soll die Infrastruktur für die Angebote an die Besucher bereitstellen: überdachte Sitzmöglichkeiten, Lager, eine Feuerstelle und ein Kräutergarten.

## Präsentation der Funde
Am Fundort selbst sind keine originalen Exponate aus der Steinzeit zu sehen. Deshalb wird im Rathaus Blaustein eine kleine Dauerausstellung mit Fundstücken und Rekonstruktionsmodellen präsentiert. Diese Ausstellung wird wissenschaftlich vom Ulmer Museum betreut.

## Belege
1. ↑  Prehistoric Pile dwellings around the Alps (Zugriff am 23. März 2014).
2. ↑  Homepage: www.steinzeitdorf-ehrenstein.de (Zugriff am 26. März 2020).